# أستوديوهات والت ديزني
استديوهات والت ديزني هي مدينة ترفيهية لشركة والت ديزني تقع في منطقة فال أوروبا في مدينة مارن لا فاليه، بالإقليم الفرنسي سين ومارن التابع لمنطقة إيل دو فرانس. فتحت أبوابها في 16 مارس 2002، ضمن مجمع باريس ديزني لاند الترفيهي بباريس (سابقا منتجع يورو ديزني). افتتحت المنتزه بعد 10 سنوات من ٱفتتاح حديقة ديزني لاند (باريس).
في عام 2015، استضافت الحديقة 4.4 مليون زائر (لتحتل المرتبة الخامسة أوروبيا).